# Deposito locomotive

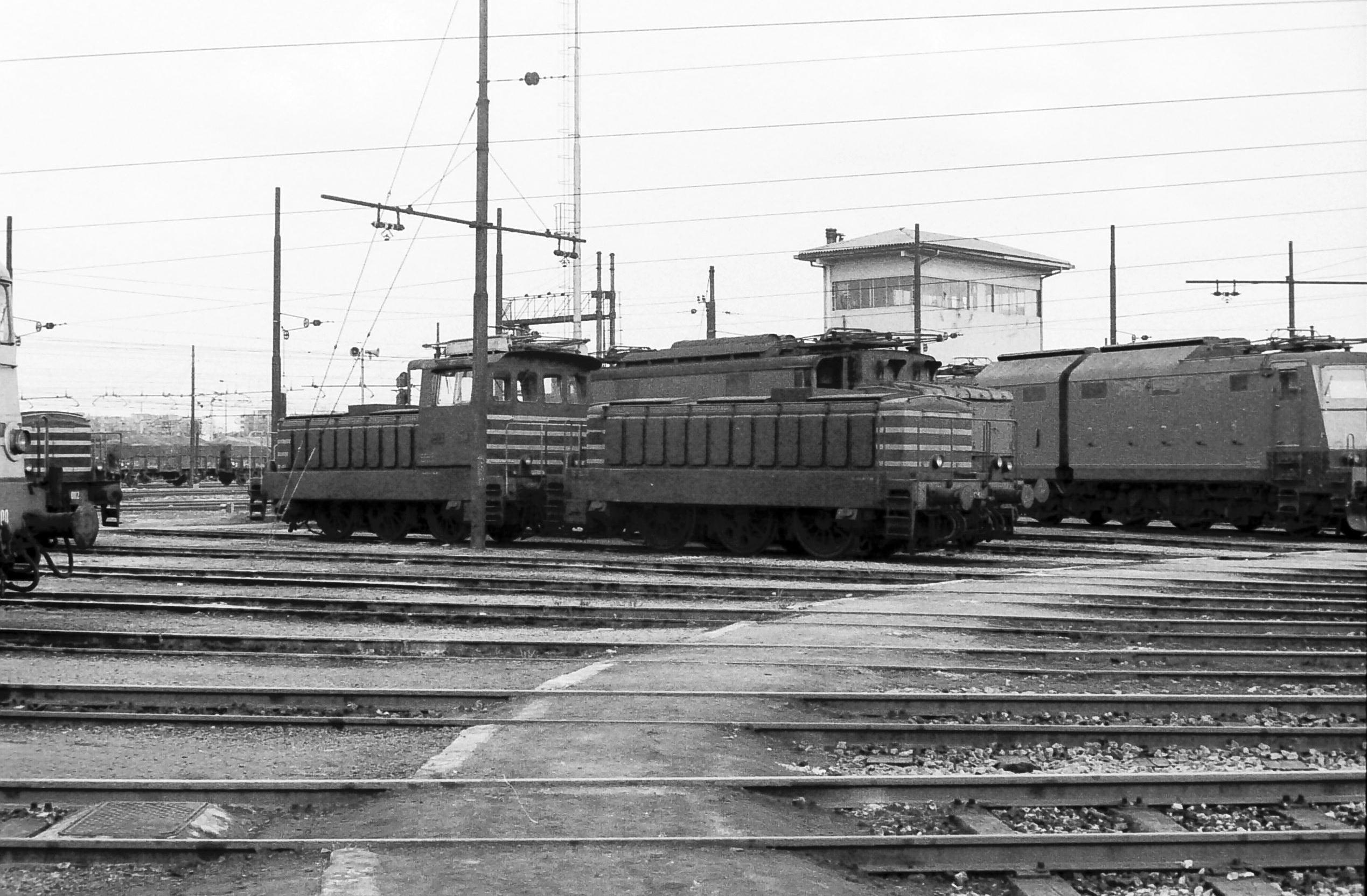
Deposito locomotive Milano Smistamento nel 1975

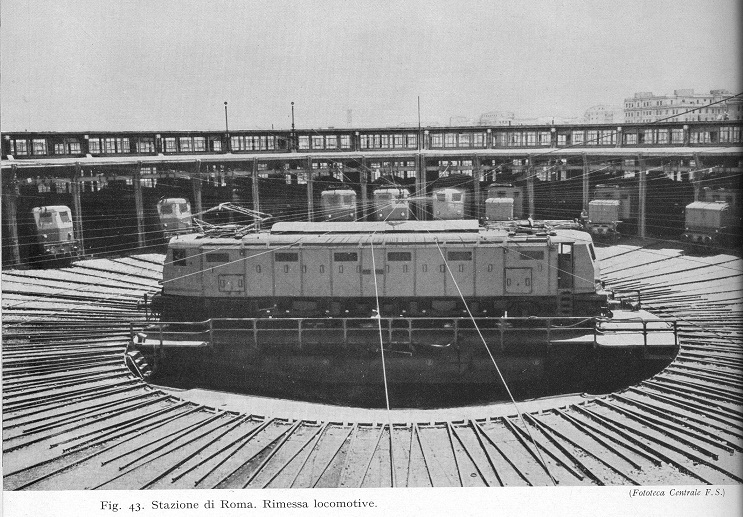
Disposizione circolare delle rimesse del deposito di Roma San Lorenzo, riadattato per la trazione elettrica

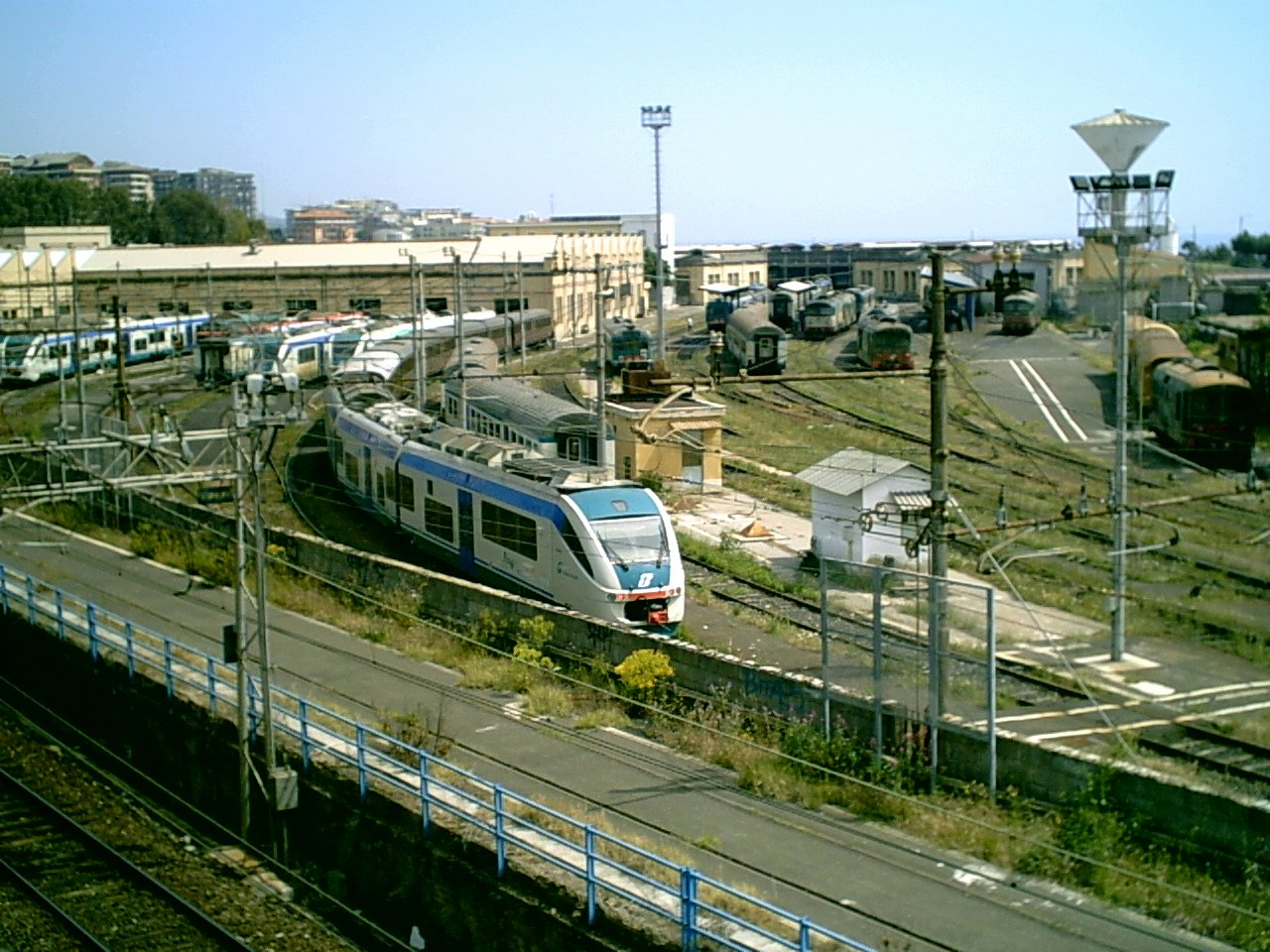
Il deposito locomotive di Catania: una struttura di medie dimensioni per locomotive elettriche e diesel

Un deposito locomotive è un impianto ferroviario al quale sono assegnate le locomotive, le automotrici ed eventualmente altri mezzi (carri officina, carri gru, mezzi di soccorso) al fine della gestione dei servizi di trazione e nel quale esse vengono ricoverate alla fine del loro turno di servizio e nell'attesa della successiva utilizzazione.

## Impianti e servizi

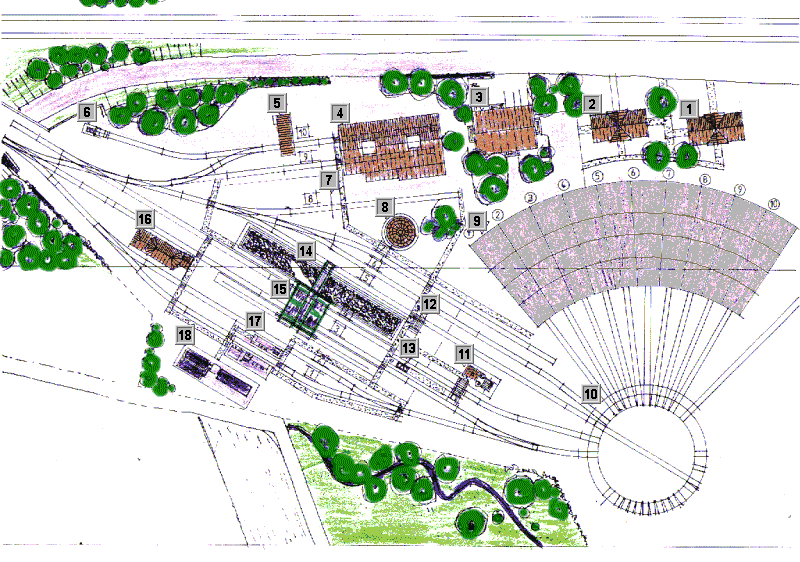
Planimetria generale di un deposito locomotive

Un deposito locomotive prevede anche le officine di manutenzione e riparazione dei mezzi di trazione, nelle quali vengono svolte le manutenzioni, i controlli programmati e le opportune riparazioni. Nei depositi locomotive sono presenti anche gli impianti di rifornimento dei carburanti per i mezzi a gasolio, di rifornimento di carbone e acqua trattata per le locomotive a vapore, e i servizi di accudienza, oltre ai lubrificanti e a vari materiali di consumo.
Tra le attrezzature a terra di un deposito locomotive vi sono le fosse da visita, una sorta di trincee che permettono il passaggio al di sotto dei rotabili, le attrezzature di pulizia e lavaggio, e le piattaforme girevoli o i ponti trasbordatori per il ricovero dei rotabili entro le rimesse o nei padiglioni delle officine.
Il fascio di binari di un deposito locomotive in genere fa capo ad uno scambio di uscita tramite il quale si può accedere alla stazione. Il movimento dei rotabili in uscita dal deposito è regolato da un segnale luminoso a due luci, rossa o verde, oppure da apposito segnale basso o marmotta. La condizione di via libera o via impedita per l'uscita da un deposito locomotive è stabilita dal Dirigente movimento della stazione attigua o, in caso di telecomando dell'impianto, dal Dirigente centrale operativo, previo annuncio telefonico di "pronto", all'orario previsto di presentazione del mezzo di trazione allo scambio di uscita.
Un deposito locomotive ha inoltre uffici di gestione del servizio e personale di macchina e di impianto per le pulizie, le accudienze e le riforniture. Un deposito locomotive è diretto da un Capo deposito titolare al quale fanno capo altri Capi deposito che sovrintendono ai turni del personale e delle locomotive. In genere sono presenti anche degli uffici amministrativi e di gestione con personale apposito.
Al deposito locomotive possono anche essere annessi edifici per la sosta e il riposo del personale, come i ferrotel (un tempo chiamati dormitori del personale) e locali di mensa aziendale e bar. Un tempo molto diffusi nel territorio per esigenze logistiche legate alle locomotive a vapore e ai cambi del personale, con la generalizzazione della trazione elettrica e l'aumento delle velocità dei treni, hanno subito un drastico ridimensionamento numerico.
Nell'ambito dei depositi locomotive si possono avere due principali disposizioni per le rimesse: circolare o rettangolare
La prima era molto utilizzata nell'ambito della trazione a vapore per la natura delle operazioni di manutenzione che comportava (accudienza dei forni), gli accessi erano disposti uno a fianco all'altro in maniera circolare e rivolti verso la piattaforma girevole posta al centro e che permetteva lo smistamento dei mezzi versi i vari ingressi. La seconda venne concepita negli anni venti per la trazione elettrica, all'epoca trifase, sostituendo la piattaforma girevole con un carrello trasbordatore, capace di spostare i veicoli da una parte all'altra dei capannoni muovendosi orizzontalmente su dei binari dedicati. Il primo impianto in Italia costruito ex novo con questo concetto fu il deposito di Livorno